# Antêmio (prefeito pretoriano)
Flávio Antêmio (português brasileiro) ou  Flávio Antémio (português europeu) (em latim: Flavius Anthemius; fl. 383-415) foi um alto oficial do Império Romano do Oriente. Foi notável como prefeito pretoriano do Oriente e eficaz regente durante a minoridade do imperador Teodósio II (r.  408–450). Regularizou o suprimento de cereais à capital imperial e o recolhimento de impostos, bem como vigiou a construção da famosa Muralha de Teodósio.
Antêmio apareceu pela primeira sob Teodósio (r. 378–395) quando foi enviado, em 383, numa embaixada ao Império Sassânida em 383. Sob Arcádio (r. 395–408), foi nomeado conde das sagradas liberalidades em 400 e mestre dos ofícios em 404. Em 404, emprestou suas tropas para os opositores do patriarca João Crisóstomo para que pudessem controlar os distúrbios decorrentes da deposição do último e em 405 seria nomeado cônsul. No mesmo ano, após a morte de Élia Eudóxia, seria nomeado prefeito pretoriano e em 406 foi elevado à posição de patrício.

## Biografia

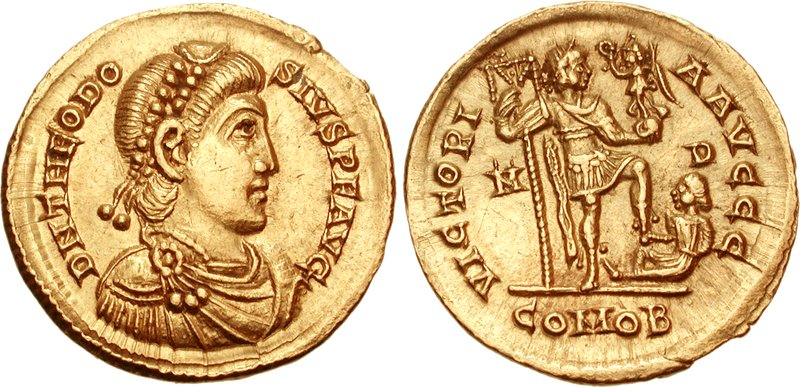
Soldo de Teodósio r.

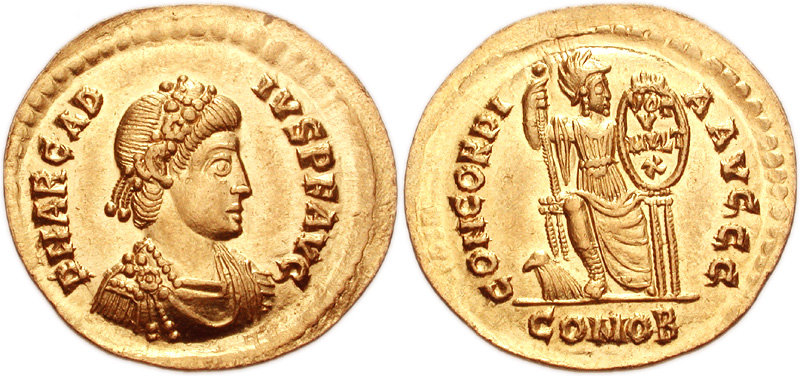
Soldo de ouro de Arcádio r.

Era neto de Flávio Filipo, prefeito pretoriano do Oriente em 346, e, possivelmente, filho de Simplício. Era pai de Antêmio Isidoro, nativo do Egito que tornar-se-ia cônsul e genro de Procópio, sendo, por conseguinte, avô materno do imperador do Ocidente Antêmio (r. 467–472); possivelmente era originário do Egito tal como seu filho. Sua primeira menção cronológica se dá em 383, quando participou, sob o imperador Teodósio (r. 378–395), duma embaixada ao Império Sassânida, possivelmente a mesma que Estilicão participou. Na volta, encontrou-se com um ermitão chamado Afraates próximo de Antioquia.

### Sob Arcádio
Alcançou fama durante o reinado de Arcádio (r. 395–408), quando foi nomeado conde das sagradas liberalidades em torno ou em 400 e mestre dos ofícios em 404. Ocupou o último cargo durante os distúrbios que se seguiram à deposição final de João Crisóstomo do patriarcado (Páscoa de 404): os inimigos de João exigiram as tropas de Antêmio para dispersar a multidão e, a princípio, ele se recusou, mas acabou cedendo e declarou que eles seriam os responsáveis pelas consequências.
Em 405, foi nomeado cônsul de ambos os impérios (junto com Estilicão para o Império do Ocidente) e, após a morte da augusta Élia Eudóxia, sucedeu a Eutiquiano como prefeito pretoriano do Oriente, tornando-se assim o segundo homem mais poderoso do Império do Oriente, depois do imperador. Em 28 de abril de 406, foi elevado à posição de patrício. Além disso, ainda no mesmo ano, escoltou as relíquias do profeta Samuel à Constantinopla.
Durante os anos restantes do reinado de Arcádio, dirigiu os assuntos do império, continuando a política antigermânica de seu antecessor, numa tentativa de  manter a autonomia e integridade do Império do Oriente que o colocou em conflito como o todo-poderoso Estilicão, que desejava ter de volta a prefeitura pretoriana da Ilíria e controlar o Império do Oriente ao do Ocidente. Ao mesmo tempo, Antêmio teve de lidar com a presença de Alarico I e de seu povo na Ilíria e com a contínua insurgência dos isáurios, que estavam devastando as províncias do sul da Ásia Menor. Na esfera religiosa, Antêmio aprovou uma série de novas leis contra o paganismo, judaísmo e a heresia.

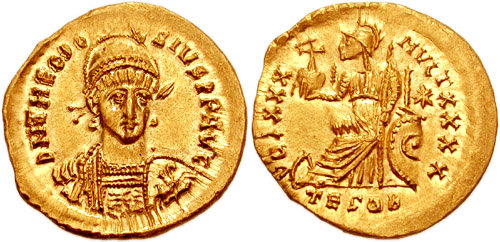
Soldo de ouro de r.

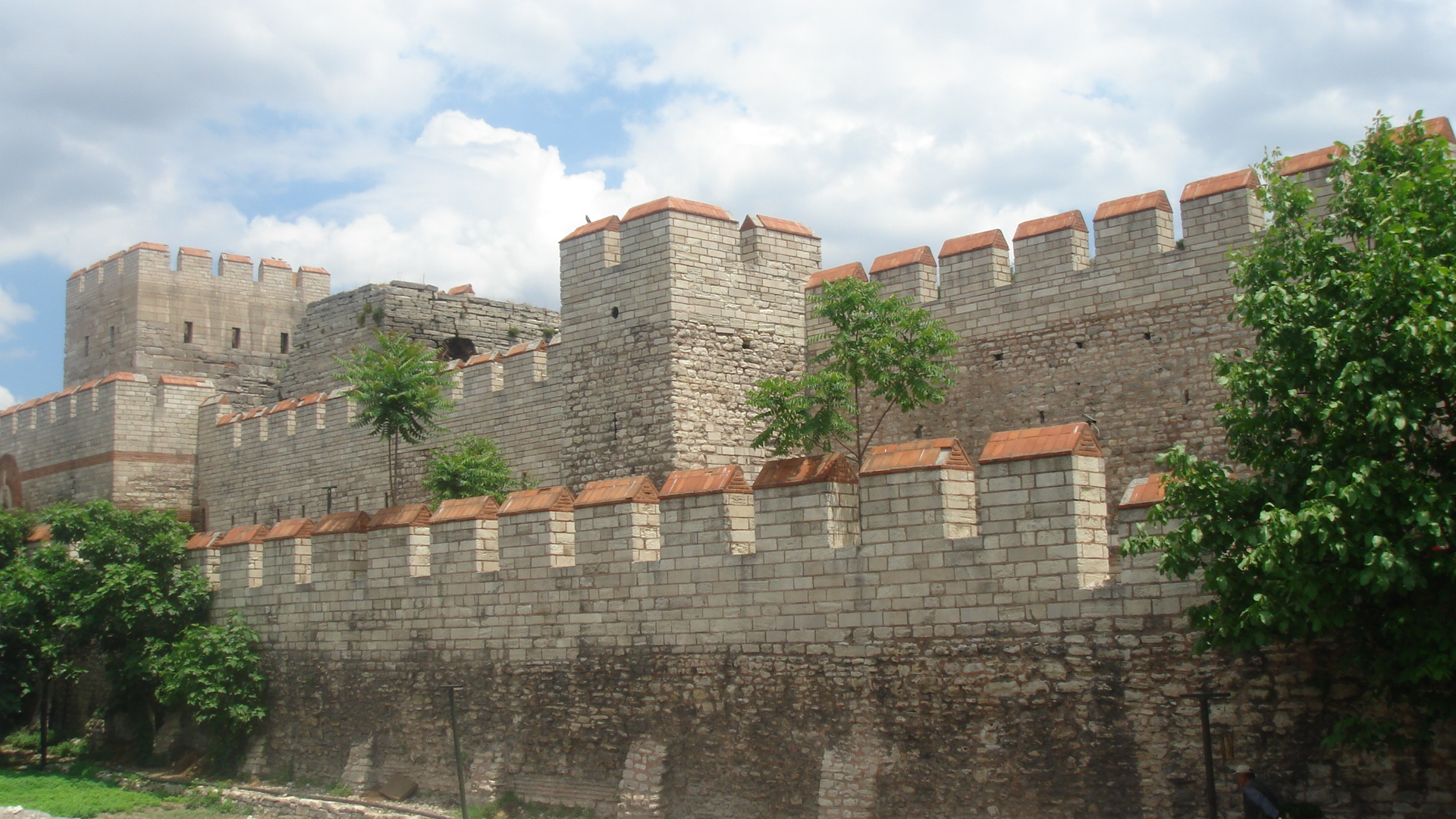
Pedaço da Muralha de Teodósio, construída sob a supervisão de Antêmio

### Sob TeodósioII
Quando Arcádio morreu em 408, Teodósio II tinha apenas sete anos. Antêmio assumiu a regência e mostrou talento notável. Deu início a um novo tratado de paz com o Império Sassânida e, graças à morte de Estilicão, restaurou a harmonia das relações das cortes imperiais de Constantinopla e Ravena. Reforçou a frota do Danúbio, que protegia as províncias da Mésia Secunda e da Cítia Menor, após a bem sucedida repulsão da invasão de 409 do rei huno Uldino (r. 390–411). Além disso, conseguiu regularizar o suprimento de cereais a Constantinopla, que vinha principalmente do Egito e estava sob a autoridade do prefeito urbano. 
Antes disso, a falta de navios disponíveis havia provocado uma severa escassez e fome, a mais recente em 408. No ano seguinte, Antêmio reorganizou o transporte de grãos e autorizou competências fiscais aos transportadores; tomou medidas para obter grãos de outras áreas e criou fundos de emergência para a aquisição e distribuição de milho para os cidadãos. Tomou também medidas para garantir a coleta regular de impostos (409) e, em 414, emitiu um decreto no qual perdoou todas as dívidas dos anos 368-407.
Em 408, no início do reinado do imperador Teodósio II (r. 408–450), a construção de uma nova muralha começou a cerca de 1 500 metros a oeste da antiga. Ela ficou conhecida como Muralha de Teodósio (em grego: Θεοδοσιακόν τείχος; romaniz.: Teichos Theodosiakon) e foi construída sob a direção de Antêmio, sendo concluída em 413. A muralha se estendia por 6,5 quilômetros entre o mar de Mármara e o subúrbio de Blaquerna, junto às margens do Corno de Ouro, e quase dobrou o tamanho da cidade, um feito que fez J. B. Bury chamar Artêmio de "em certo sentido, o segundo fundador de Constantinopla".
Em 414, Antêmio desapareceu repentinamente das fontes e a regência foi assumida pela augusta Pulquéria, enquanto a prefeitura foi assumida por Aureliano. Seu destino é desconhecido, embora seja possível, caso se aceite emendar o nome dele a um último relato, que ainda estivesse vivo em 415. Os autores da Prosopografia do Império Romano Tardio, contudo, consideram que a melhor opção é rejeitar tal interpolação.